# مبارزه (فیلم ۱۹۱۶)
«مبارزه» (انگلیسی: The Combat) یک فیلم به کارگردانی رالف اینس است که در سال ۱۹۱۶ منتشر شد. این اثر جزء فیلم‌های گمشده است.